# ويليام د. واشنطن
ويليام د. واشنطن (بالإنجليزية: William D. Washington)‏ هو رسام أمريكي، ولد في 7 أكتوبر 1833 في مقاطعة كلارك في الولايات المتحدة، وتوفي في 2 ديسمبر 1870 في كسينغتون في الولايات المتحدة.